# ジョージアのラグビーユニオン
ジョージアにおいて、ラグビーユニオン競技は一般的なチームスポーツの1つであり、サッカーに次ぐ人気を有している。

## 統括団体
ジョージアにおけるラグビーユニオンの統括団体は、ジョージアラグビー協会である。同協会は1961年に国内団体として創設され、1992年に国際ラグビーフットボール評議会（後のワールドラグビー）に正式加盟した。

## 歴史

### 前史
ラグビー競技が行われている他の国々と同様に、ジョージアでの競技の根源は、古くから存在していた民族スポーツにさかのぼることができる。それはレロ (lelo) あるいはレロ・ブルティ (Lelo Burti) と呼ばれており、グルジア語での直訳で「野原の球」を意味する。力を抑制せず相手に直接接触するフルコンタクトの球技であり、ラグビーと極めてよく似た競技である。事実、ジョージアではラグビー用語としても使用されており、レロは「トライ」の意味で用いられている。
レロはジョージアにおいて古代から競技されているスポーツであり、地方の農村地域では現在でもしばしば競技が行われている。「野原」を意味するレロは競技フィールドのことを意味しており、伝統的に2本の小川の間の土地が競技スペースに選ばれていた。一般には近隣の村の男性が集まって2チームを作った。試合は両チームが川を背にして、互いに向き合って進められた。試合の目標は、フィールドの中央に配置された重くて巨大なボールを、反対側の川まで運ぶことであった。審判役は地元の聖職者が務めた。両チームの人数に制限はなく、それぞれの村は有能な人物を可能な限り集めることができた。

### ソビエト時代
グルジア・ソビエト社会主義共和国時代、ジョージアの選手はソビエト連邦の所属選手としてプレーした。ラグビーソビエト連邦代表には6人ないし7人程度の選手が選ばれていた。ソ連崩壊以前には、ソビエトのクラブチャンピオンとしてディナモ・トビリシを輩出したこともある。ジョージア国内では、少なくとも1930年代にはラグビー競技が行われていた。ジョージアの最初の公式戦は、敵地ジンバブエに遠征して実施された。
ジョージアではラグビーを一般的競技として普及させる試みが何度も行われたが、当初は失敗の連続であった。最も初期の試みは1928年に行われ、続いて1940年、そして1948年にも普及の試みが行われたが、いずれも失敗に終わった。1950年代になると、フランスのマルセイユから来たアルメニア人男性ジャック・アスペキヨンが、ラグビーをジョージアに普及させる活動を行った。彼は1950年代末頃から1960年代中葉にかけて、ジョージアの学生に対してラグビーの試合方法を指導した。その後、彼はフランスへ帰国した。後の調査で、彼はまだ健在であり、マルセイユに住んでいることが分かった。そこでラグビーワールドカップ2007フランス大会にジョージアが出場した際、フランスのラジオ局は彼にインタビューを行った。ごく初期のラグビーの会合は、1959年10月15日にトビリシの競馬場で行われ、20名が参加した。初のジョージアのラグビークラブとしてGPI（Georgian Polytechnical Institute；ジョージア工科大学）が結成された。現在では「コチェビ」(Qochebi) として知られている。
1961年には3チームによる国内大会「トビリシ選手権」が創設された。翌1962年にはジョージアのチームとロシアのチームによる初の対戦が行われ、ロシアのトルード・モスクワがジョージアのクラブを下した。同年、ジョージアのクラブは、ロシアおよびラトビアへの遠征も行った。1962年、ソビエト労働組合による最初の大会が開催された。同年にはラグビーチーム10チームがジョージア内に発足した。
1964年、トビリシ・ラグビー部門が設立。後のジョージアラグビー連盟として知られるようになった。1960年代中葉より、ソビエト連邦内におけるクラブラグビー大会として、ソビエト選手権およびソビエトカップが発足した。第1回のソビエト選手権は1966年に開催され、ジョージアのディナモ・トビリシが2位となった。またジョージアでは、地域選抜の学生チームという形で代表チームが結成された。優秀な選手はソビエト連邦代表チームに加わるという仕組みであった。1967年には、フランス労働組合選抜チームがジョージアに来訪した。
1970年代の終わりごろから、ジョージアのチームはソビエト連邦内で上位に入るようになった。ソビエトカップでは1978年にジョージアのロコモティヴィ・トビリシが優勝。1980年代末になると、RCアイア・クタイシが力を見せ、ソビエト選手権を1987から1989年まで3連覇、ソビエトカップでも1987年と1990年に優勝する成績を収めた。
1988年、ジョージアにおいて最初の7人制代表チームが発足。

### 独立後
ソビエト連邦の崩壊はジョージア国内に内戦をもたらし、適切な大会運営を妨げることとなった。ロシアとの紛争もまた、試合運営の障害であった。当時、旧ソビエト連邦のラグビークラブのうち、半数はジョージアを拠点としていた。
ソ連崩壊に伴い、ジョージアは自らのナショナルチームを創設した。そして1990年に国際ラグビーフットボール評議会に対して加盟を申請した。しかしながら国際ラグビーフットボール評議会はこの申請を却下した。ジョージアラグビー協会はソビエトラグビー連盟と協議を行い、2年の歳月を経てようやく国際ラグビーフットボール評議会への加盟が承認された。ジョージアは1993年に国際ラグビーフットボール評議会に加盟し、52番目の加盟国となった。ジョージア代表は1989年にジンバブエ代表と初の国際試合を行い、16対3で勝利した。
1997年、ニュージーランドの指導者ロス・メウラントがU-21ラグビージョージア代表のコーチとして訪れた際、わずか2個のボールしか所有していないことに気付いた。これは、ジョージアが直面している資金不足が顕在化した典型的な事例あった。メウラントはチームが使用していた即席のタックルバックに言及し、次のように述べた。
それはデニム素材であり、明らかに家庭用ミシンで縫い合わせたものであり、ゴムが詰め込まれていただけであった。
これらのタックルバックは別のコーチの妻が半夜をかけて製作したものであり、形状はバラバラであった。また1990年代初めまで、ジョージアはソビエト時代のトラクターを改造したスクラムマシーンを使用してした。
1994年、グマリ・トビリシを中心とした選手らにより選抜チーム「ジョージア・バーバリアンズ」が結成され、フランス遠征を行った。グマリ・トビリシは翌年のジョージア選手権で準優勝、1996年には優勝を果たした。
1998年、ジョージア代表は翌年のワールドカップ・ウェールズ大会の予選において、大陸間プレーオフまで進出した。トーナメント準決勝ではトンガ代表とホーム・アンド・アウェイ方式で対戦し、1勝1敗となった。しかしながら2試合合計得点でトンガ代表が上回り、ジョージアのワールドカップ初出場は遂げられなかった。2001年、ジョージア代表は欧州ネイションズカップにおいて初優勝。シックス・ネイションズに次ぐ、ヨーロッパ第7位としての地位を確立した。その後ジョージア代表は2003年に開催されるワールドカップ・オーストラリア大会の予選に出場。ヨーロッパ予選で上位4カ国に入り、本大会への出場権を獲得した。ジョージア代表は続く2007年大会にも出場し、そこで初白星を勝ち取った。トビリシでの地元ダービーでは、1万人から1万5000人程度の観客が来場するようになった。
1999年にジョージアが欧州評議会に加盟して以降、ジョージアの人々にはフランスでの就業権利が与えられたことから、ジョージア代表の選手の多くはフランス国内リーグに拠点を置いて活動している。例えば2007年ワールドカップのプールステージでアイルランド代表と対戦した際には、代表スコッド25選手のうち18選手がフランスを拠点にしていた。

## 大会
ジョージアの国内クラブ大会としては、ジョージア選手権とジョージアカップが存在する。ただし主要な選手の多くはフランスで活動しているため、試合の質や人気は、代表戦ほど高くはない。そのためジョージアの国内クラブは、ヨーロッパの主要大会であるハイネケンカップや欧州チャレンジカップへの出場を休止している。

## 人気
ラグビーユニオンはジョージアで最も人気があるスポーツの1つである。特に南部地方ではサッカー競技を上回るほどの人気を持っている。ラグビーの人気が大幅に上昇したのは、ジョージアラグビー協会が国際ラグビーフットボール連盟に加盟してからである。これによりラグビーは主要な観戦スポーツとなっている。国際ラグビー評議会によると、現在のジョージアでの登録選手数（男子）は、2,866人となっている。

## 代表チーム
ラグビージョージア代表のチームの愛称は「レロス」(Lelos) である。これはジョージアに古くから存在していた、ラグビーによく似た民族スポーツ「レロ」(lelo) から採られたものである。今日のジョージアでは、「レロ」という言葉は「トライ」の意味でも用いられている。ジョージア代表ファンによる標準的な応援の掛け声の1つに、“Lelo! Lelo! Sakartvelo!”（トライ！トライ！ジョージア！）というものがある。レロスはヨーロッパにおいて、シックス・ネイションズに次ぐ第2グループ国以下の国別対抗戦である欧州ネイションズカップに参加している。
ジョージア代表選手の多くはフランスのトップリーグや2部リーグで活動をしている。ジョージア代表はフランス人コーチのクロード・ソレルによって大きく成長した。彼は1997年から代表コーチに就任し、ジョージアのラグビーの発展に非常に多大な貢献をした。ジョージアのラグビーはその過程から、フランスのラグビーの影響を強く受けている。

### ワールドカップ

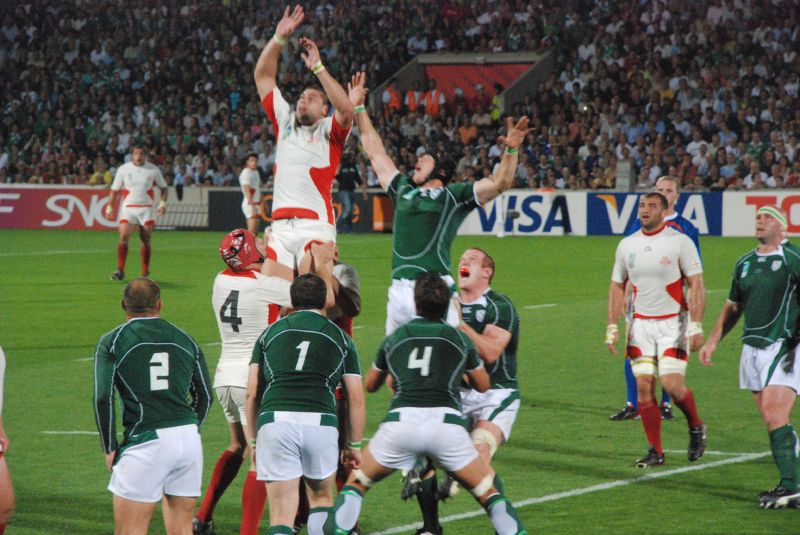
2007年ワールドカップ（アイルランド対ジョージア）す。

ラグビージョージア代表のワールドカップ初出場は2003年大会であった。それ以前、ジョージア代表はすべて予選敗退であった。最も出場に近づいたのは1999年の予選であり、大陸間プレーオフまで進出したものの、トンガ代表に敗れた。大陸間プレーオフにおいてジョージア代表はトンガ代表とホーム・アンド・アウェイ方式で2試合を行った。初戦は敵地トンガで戦い、6-37で敗れた。半月後、第2戦をホームのトビリシで戦い28-27で勝利を収めた。結果は1勝1敗となり、2試合合計得点によりジョージアは敗退した。
ジョージア代表のワールドカップ初出場は、2003年大会の予選で訪れた。2002年10月13日のヨーロッパ4次予選のプールB最終節、ロシア代表戦であった。試合はトビリシの国立競技場で行われ、5万人の観衆が訪れた。試合は互いに1トライを取り合ったが、ウイングのマルハズ・ウルジュカシヴィリのペナルティゴール4本が決め手となり、17-13でジョージア代表が勝利した。2003年の本大会ではプールステージ全敗となるも、南アフリカ戦での戦いは国民に感動を与えた。ジョージアラグビー協会は貧しい財政状況であったが、ワールドカップ出場によりジョージアにおけるラグビーの人気は大きく向上した。

### 欧州ネイションズカップ
欧州ネイションズカップはヨーロッパにおいて、シックス・ネイションズに次ぐ第2グループ国以下の国別対抗戦である。2000年にこの大会が発足して以来、ジョージアは常にトップ3に入っている。優勝は2001年シーズン、2006–08年シーズン、2008–10年シーズン。そして2011年シーズンからは6大会連続で優勝を続けている。

### アンティムカップ
アンティムカップは、ジョージア代表とルーマニア代表による2カ国対抗戦である。両国はワールドカップやその予選で何度も対戦している。このカップは通常、次回の対戦まで勝利国が保持し続ける。アンティムカップは、イベリア王国（現在のジョージア）で出生したルーマニア正教会の大主教アンティムにちなんで名付けられた。